# Francisco Ramiro López
Francisco Ramiro López va ser un artiller i enginyer militar, pertanyent a la noblesa aragonesa. Fins al 1969 se'l va confondre amb Francisco Ramírez de Madrid.

## Trajectòria

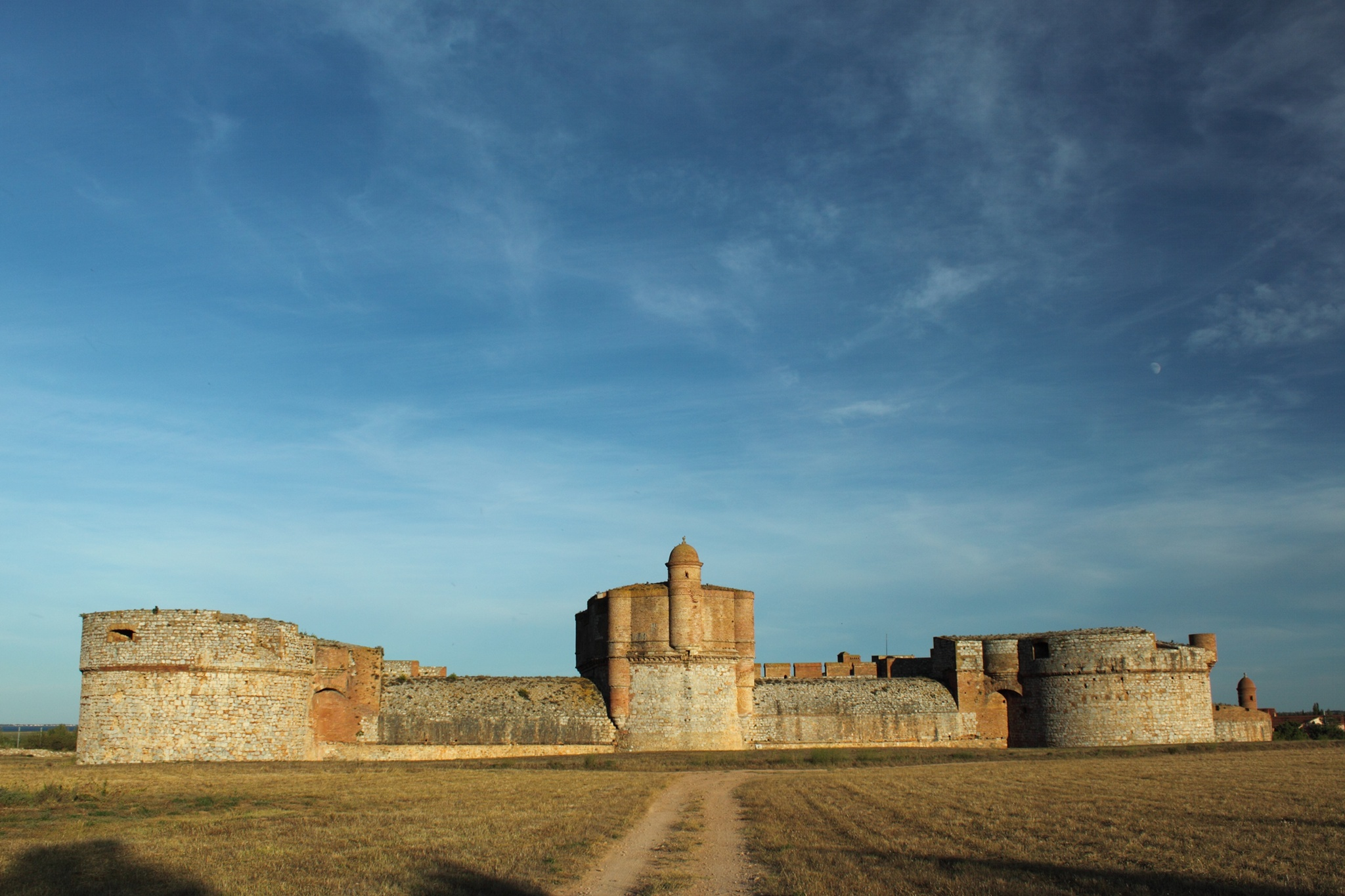
Fortalesa de Salses, dissenyada per Francisco Ramiro López

Va ser un especialista en artilleria i en la documentació de l'època se'l nomena com a «comandant Mestre Ramiro». Abans de l'any 1485 ja havia participat en l'organització de diversos setges a la Guerra de Granada, inclosos els de les places de Ronda i Marbella. Va participar en la presa de Granada, l'any 1492 i, posteriorment, va restaurar i va fortificar l'Alhambra. L'èxit assolit en aquests serveis va ser recompensat pel rei Ferran el Catòlic, que el va nomenar cap de l'artilleria reial i li va donar el comandament de l'orde militar de Sant Jaume. També li va atorgar la Torre de Guadix i una pensió vitalícia a benefici de la seva esposa Úrsula de Montpales.
Mitjançant una ordre de 30 d'octubre de 1495, Ferran el Catòlic el va enviar al Rosselló per a avaluar l'estat de les seves fortificacions contra els atacs francesos en aquella zona de frontera de la Corona d'Aragó amb el Regne de França. L'ordre incloïa estudiar com enfortir la posició de Salses, bé a partir del castell vell o bé mitjançant una nova construcció capaç d'aguantar un setge de trenta a quaranta dies abans de ser socorreguda per les tropes castellanes.
La presa del vell castell per les tropes franceses del mariscal de Saint André el 28 d'octubre de 1496 va portar a Ramiro a construir-ne un nou. La fortalesa de Salses es va acabar el 1504 i va ser un prototip de la nova arquitectura militar provocada per la nova eficiència de l'artilleria, un fort de transició entre les fortificacions medievals i les modernes fortificacions de traça italiana. La fortalesa, amb Ramiro en el seu interior, va resistir un atac de l'exèrcit francès el 1503, que va motivar la realització de diverses modificacions. Va ser nomenat capità general de l'artilleria al Rosselló. Va participar en altres modificacions de les fortificacions de Perpinyà i Cotlliure i en les primeres fortificacions de Melilla, el 1497.